# August Kupper

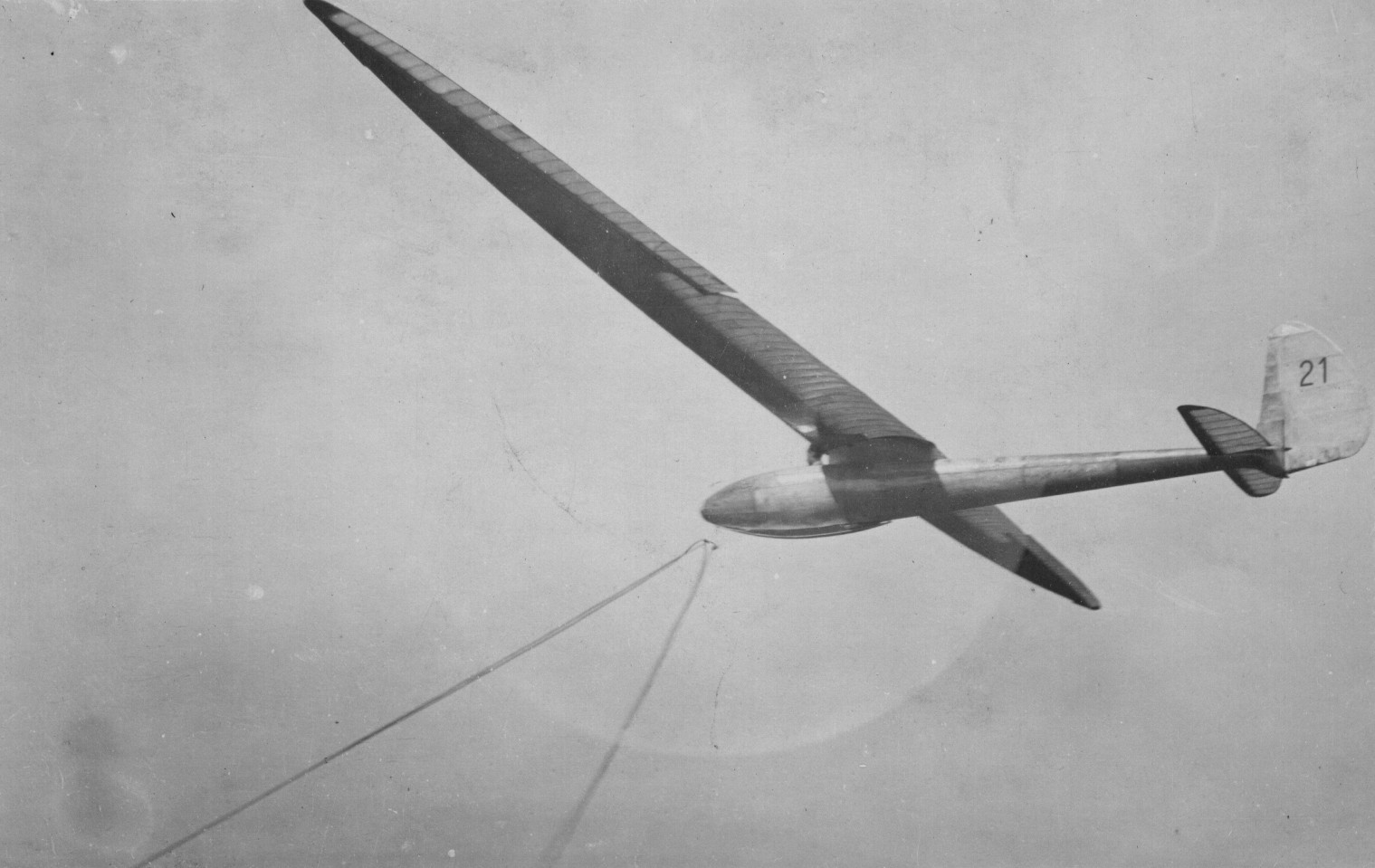
Ku 1/Mü 3 „Kakadu“

August Kupper (1905–1938) war Luftfahrtingenieur und leitete zeitweise die Akaflieg München. Sein erfolgreichster Entwurf war die Ku 1/Mü 3 Kakadu, die jahrelang das leistungsfähigste Flugzeug der Gruppe war.

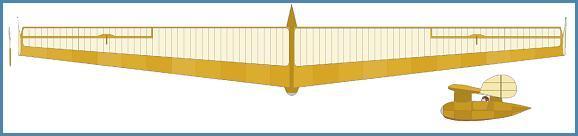
Ku 2 „Uhu“

1928–29 konstruierte er zusammen mit Kennel am Polytechnikum Friedberg/Hessen den Nurflügel-Hochdecker Uhu. Die Maschine hatte eine Spannweite von 17,1 m und wurde durch außenliegende Elevons sowie Endscheibenseitenruder gesteuert. Der Uhu (Ku 2) hatte keine ausreichenden Flugeigenschaften. Später versuchte Kupper, durch eine leichte Rückpfeilung der Tragfläche und die Installation eines kleinen Motors einen Motorsegler aus dem Flugzeug zu machen. Auch hier blieben die Eigenschaften ungenügend.

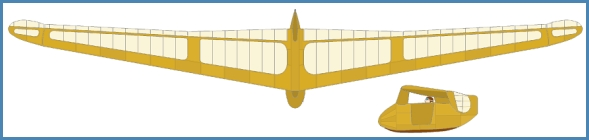
Ku 3/Mü 5 „Wastl“

Auch der nächste Versuch eines Nurflügels scheiterte: Die Ku 3/Mü 5 Wastl, an der Egon Scheibe beteiligt war, wurde nie zum Fliegen gebracht.

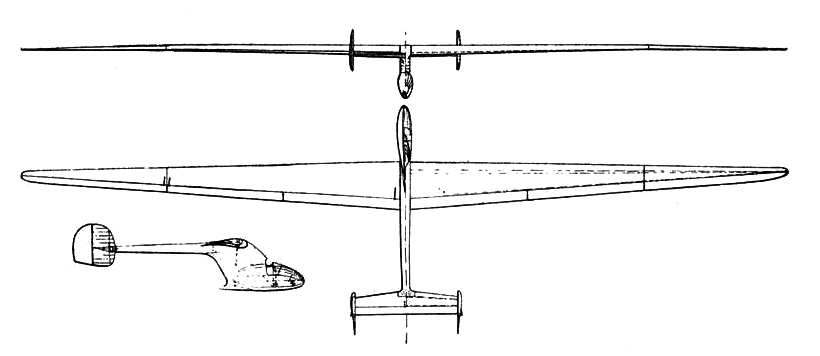
Ku 4 „Austria“

Kuppers bekannteste Konstruktion war die für Robert Kronfeld gebaute „Austria“. Die Austria hatte 30 m Spannweite, ein Doppelseitenleitwerk an einem rohrförmigen Leitwerksträger und Klappen entlang der kompletten Flügelhinterkante. Sie zerbrach bei einem Wolkenflug in der Luft, wobei sich Kronfeld mit dem Fallschirm retten konnte.

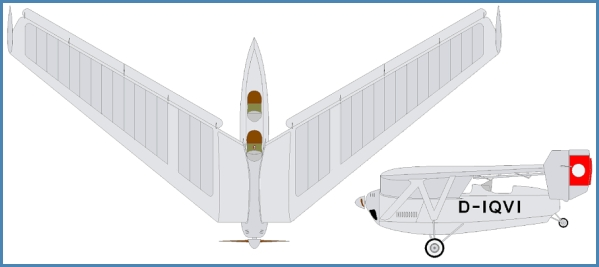
Gotha Go 147

Die Gothaer Waggonfabrik verpflichtete August Kupper 1935 für den Bau eines Aufklärungsflugzeuges mit optimaler Verteidigungsmöglichkeit nach hinten. So entstand ein stark gepfeilter Nurflügel-Hochdecker, dessen Tragflächen mit einem starken Knick am Rumpf angeschlagen waren. Das ermöglichte dem Piloten eine gute Sicht nach vorn und oben, während der Beobachter ein nahezu unbehindertes Schussfeld zur Seite und nach hinten hatte. Die Go 147 hatte eine Spannweite von 12,25 m und wurde von einem Argus As 17a mit 200 PS angetrieben. Die Steuerung erfolgte durch Junkers-Doppelflügel entlang der ganzen Flügelhinterkante und Endscheibenseitenruder. Bei der Flugerprobung zeigten sich schwierige Landeeigenschaften und eine unzureichende Kursstabilität. Da die Go 147 auch von der Leistung keine Vorteile gegenüber normalen Flugzeugen hatte, wurde das Projekt 1937 eingestellt.
August Kupper verunglückte 1938 tödlich in seiner Eigenkonstruktion Ku 7. Die Ku 7 ähnelte der Austria, war aber kleiner und hatte ein zentrales Seitenleitwerk.

## Flugzeugkonstruktionen von Kupper
- Kupper Ku 1 „Kakadu“ = Akaflieg München Mü 3, 1928
- Kupper Ku 2 „Uhu“, Nurflügel
- Kupper Ku 3 = Akaflieg München Mü 5, Nurflügel, 1930
- Kupper Ku 4 „Austria“, Segelflugzeug mit 30 m Spannweite, 1931
- Kupper Ku 5 ?
- Kupper Ku 6 ?
- Kupper Ku 7, Segelflugzeug 1938